# Frank Herbert's Dune
Frank Herbert's Dune là tựa game thuộc thể loại phiêu lưu đồ họa 3D năm 2001 dựa trên bộ phim truyền hình ngắn cùng tên năm 2000 trên kênh Sci Fi Channel. Game đã không đạt được thành công về mặt thương mại hoặc phê bình, và là sản phẩm cuối cùng của hãng Cryo Interactive, vốn đã phá sản ngay sau thất bại của trò chơi này.
Người chơi sẽ hóa thân vào vai Paul, con trai của ái thiếp và là người thừa kế của Công tước Atreides, với mục tiêu giành cho được sự tin tưởng và tôn trọng từ cư dân bản địa của hành tinh sa mạc Dune gọi là Fremen, để cuối cùng trở thành vị cứu theo như lời tinh tiên tri của họ và giải thoát họ khỏi những điều kiện khắc nghiệt trên hành tinh này. Chưa kể, vẫn còn phải chiến thắng trước Baron Harkonnen; tên nam tước độc ác với sự hậu thuẫn ngầm từ Hoàng đế, đã ra tay thảm sát cả gia tộc Atreides.
Câu chuyện đằng sau mỗi nhiệm vụ giống hệt y như tiểu thuyết, dù diễn ra trong khoảng thời gian hai năm trong cuốn tiểu thuyết Dune khi Paul vừa giành được sự tin tưởng của người Fremen.